# Ковнати-Борове
Ковнати-Борове (пол. Kownaty-Borowe) — село в Польщі, у гміні Ойжень Цехановського повіту Мазовецького воєводства.
Населення — 179 осіб (2011).
У 1975-1998 роках село належало до Цехановського воєводства.

## Демографія
Демографічна структура станом на 31 березня 2011 року:
|          | Загалом | Допрацездатний вік | Працездатний вік | Постпрацездатний вік |
| -------- | ------- | ------------------ | ---------------- | -------------------- |
| Чоловіки | 91      | 21                 | 66               | 4                    |
| Жінки    | 88      | 21                 | 47               | 20                   |
| Разом    | 179     | 42                 | 113              | 24                   |